# Allô Police (revue)
Allô Police était un hebdomadaire québécois publié de 1953 à 2003, spécialisé dans la couverture de faits divers avec photographies crues - dont parfois de victimes et de suspects - ainsi que d'autres sujets reliés au monde de la justice et des mœurs.

## Histoire
Née de la volonté de trois journalistes, Robert Poulin, Berthold Brisebois et Fernand Boisseau, la revue fait dès sa première parution vœu d'éviter les mots blessants et les descriptions révoltantes ainsi que de permettre à ses lecteurs de démystifier le crime à fin de le prévenir - quoique cette promesse semble avoir été rompue peu longtemps après. À titre d'exemple, on lisait dans l'édition du 3 mai 1953 : « Il y a un sang sur un crucifix, accroché au mur, et sur un sofa, la fille aînée, qui avait quinze ans, gisant en travers, les bras pendant. Et avec une énorme entaille dans ses souples tresses rousses. ». Le type de contenu proposé par la revue a varié au fil du temps: entre 1953 et 1959, 3,92 % des événements couverts concernaient des affaires de mœurs (jeux de hasard, prostitution, adultère, etc.) et il faudra attendre jusqu'aux années 1990 pour que ce sujet ne refasse l'objet d'intérêt, principalement à travers la pornographie . Durant la période 1970-79, le répertoriage de délits occupe 85,19 % du contenu alors qu'il occupait 52,94 % en 1953-59 et 77,14 % en 1990-2000.
Allô Police était entre autres connu pour ses détails inédits et parfois macabres ainsi que pour sa «revue annuelle des meurtres» au Québec qu'elle publiait à chaque année. Cet inventaire était considéré comme fiable si l'on en croit les criminologues G. Cordeau, et R. Charland qui a comparé les listes d'Allô Police aux statistiques officielles et constaté une marge d'erreur d'environ 10 %. Le magazine a atteint une certaine notoriété en 2000 lorsque le journaliste Claude Poirier a été invité au mariage d'un membre influent des Hells Angels et a appris en exclusivité que les chanteurs Ginette Reno et Jean-Pierre Ferland y donnaient une prestation. L'affaire fera grand bruit et les photographies feront la première page de plusieurs grands quotidiens.
En 2000, la revue est acquise par l'avocat Jean-Pierre Rancourt et l'homme de médias Richard Desmarais par le biais de l'entreprise Section Rouge Média inc. et retirent la nudité du magazine. En 2003, elle est renommée Allô! Week-end et est positionné dans un créneau grand public. Cette formule sera abandonnée une année plus tard et l'affaire fermera définitivement.